# Lasalita
La lasalita és un mineral de la classe dels òxids, que pertany al grup de la pascoïta. Fou anomenat així per la seva localitat tipus. És idèntica en tots els aspectes amb la pascoïta i tota la resta de membres del grup amb els quals només es distingeix per difracció de raigs X.

## Característiques
La lasalita és un òxid de fórmula química Na₂Mg₂(V10O28)·20H₂O. Cristal·litza en el sistema monoclínic. La seva duresa a l'escala de Mohs és 1.
El mineral es troba formant crostes eflorescents d'un a tres mil·límetres de gruix. La superfície d'aquestes crostes pot arribar a ser arrodonida com a conseqüència de la dissolució que les afecta. També es pot trobar en forma de cristalls d'un a dos mil·límetres de llargària.
L'exemplar que va servir per a determinar l'espècie, el que es coneix com a material tipus, es troba conservat al museu de la Smithsonian, Washington, amb número de catàleg nmnh-174744.

## Classificació
Segons la classificació de Nickel-Strunz, la lasalita pertany a «4/G.01-15 - Minerals [6]-sorovanadats juntament amb els següents minerals: ammoniolasalita, pascoïta, magnesiopascoïta, hummerita i sherwoodita.

## Formació i jaciments
En la localitat tipus, la lasalita es troba formant eflorescències en les parets de gres i fractures de la mina Vanadium Queen. El mineral es forma per oxidació de corvusita a partir de l'acció de l'aigua vadosa que la fa reaccionar amb els carbonats del ciment de la roca encaixant (dolomita i calcita que cimenten el gres). A la mateixa localitat tipus s'ha descrit associada a rossita, dickthomssenita i hewettita.